# Панамський канал
Пана́мський кана́л — судноплавний канал, що сполучає Панамську затоку Тихого океану з Карибським морем і Атлантичним океаном. Розташований на Панамському перешийку на території держави Панама.
Внаслідок посухи у Панамі та пересихання Панамського каналу у серпні 2023 року утворилися величезні черги і АПК на рік запровадила обмеження на проходження суден.

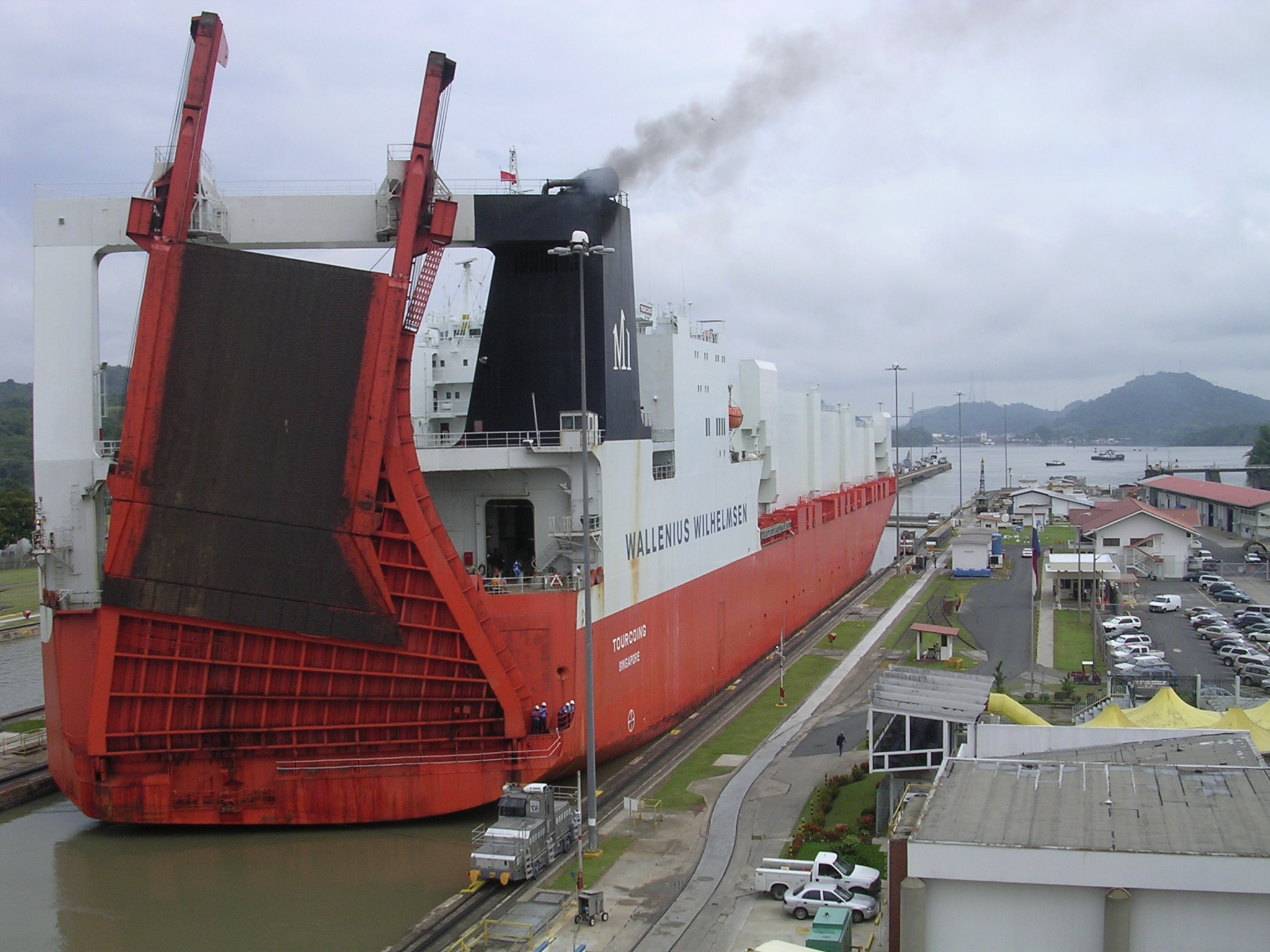
Прохід судна через шлюз Мірафлорес

## Технічні особливості
Довжина — 81,6 км, зокрема 65,2 км сушею і 16,4 км дном Панамської та Лімонської бухт (для проходу суден глибокою водою).
Будівництво Панамського каналу стало одним із найбільших і надскладних будівельних проєктів, здійснених людством. Панамський канал вплинув на розвиток судноплавства та економіки в Західній півкулі й на всій Землі в цілому, що зумовило його надзвичайно високе геополітичне значення. Завдяки Панамському каналу морський шлях із Нью-Йорка до Сан-Франциско скоротився з 22,5 тис. км до 9,5 тис. км.
Канал пропускає через себе судна найрізноманітніших типів — від приватних яхт до величезних танкерів і контейнеровозів. Максимальний розмір судна, яке може пройти по Панамському каналу, став фактично стандартом у суднобудуванні, отримавши назву Panamax.
Проводка суден через Панамський канал здійснюється лоцманською службою Панамського каналу. Середній час проходу судна каналом — 9 год., мінімальний — 4 год. 10 хв. Максимальна пропускна здатність 48 суден на добу. Щороку через споруди каналу проходять близько 17,5 тис. суден, що везуть понад 203 млн тонн вантажу. До 2002 року послугами каналу скористалося вже понад 800 тис. суден.

## Історія

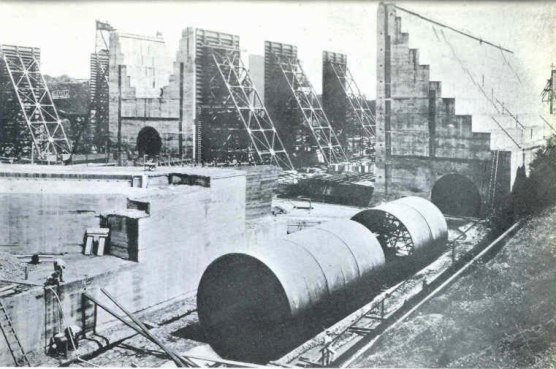
Будівництво шлюзу, 1910 рік

Первинний задум будівництва каналу, що сполучає два океани, сягає XVI століття. Проте, перший інженерний розрахунок цього каналу зробив українець Скибицький Михайло Карлович. Перша спроба будівництва судноплавного шляху на Панамському перешийку датується лише 1879 роком. У Франції була створена «Загальна компанія міжокеанського каналу», акції якої придбало більше 800 тисяч людей. До 1888 року на будівництво каналу було витрачено майже в два рази більше грошей, ніж передбачалося, а виконано було тільки третину робіт. Компанія збанкрутіла, що спричинило розорення тисяч дрібних власників акцій. Подальше розслідування виявило факти масової корупції, підкупу компанією посадових осіб та редакторів газет. Ця авантюра отримала назву Панамської, а слово «панама» стало синонімом афери, шахрайства. Засновник «Загальної компанії міжокеанського каналу» французький інженер і дипломат Фердинанд де Лессепс і його син Шарль в лютому 1893 року були засуджені до п'яти років ув'язнення.
Іспано-американська війна 1898 року підсилила намір США побудувати канал на Панамському перешийку в цілях посилення впливу в Західній півкулі. 1901 року Сполучені Штати уклали з Великою Британією договір Хея — Паунсфота, за яким Штати отримали виняткове право на спорудження даного каналу. У 1903 році США підтримали вимогу Панами про відділення від Колумбії і як винагороду отримали у Панами зону для будівництва каналу.
До спорудження каналу військове міністерство США приступило 1904 року. Загалом у проєкті будівництва взяли участь понад 75 тисяч робітників. Будівельникам каналу в умовах вологого тропічного клімату довелося зіткнутися з численними труднощами, зокрема епідеміями й обвалами. Щонайменше 27,5 тисячі робітників загинули в ході будівництва. Перше судно по каналу пройшло 15 серпня 1914 року. Офіційне відкриття каналу відбулося лише 12 червня 1920 року.
Панамський канал контролювався спільно зі США до 31 грудня 1999 року, після чого був переданий уряду Панами.
21 грудня 2024 року, як повідомили The Guardian та Voice of America, новобраний президент США Дональд Трамп вимагає зменшити для американських суден плату за проходження Панамського каналу, погрожуючи в іншому разі повернути його під контроль Вашингтона.

## Конструкція каналу

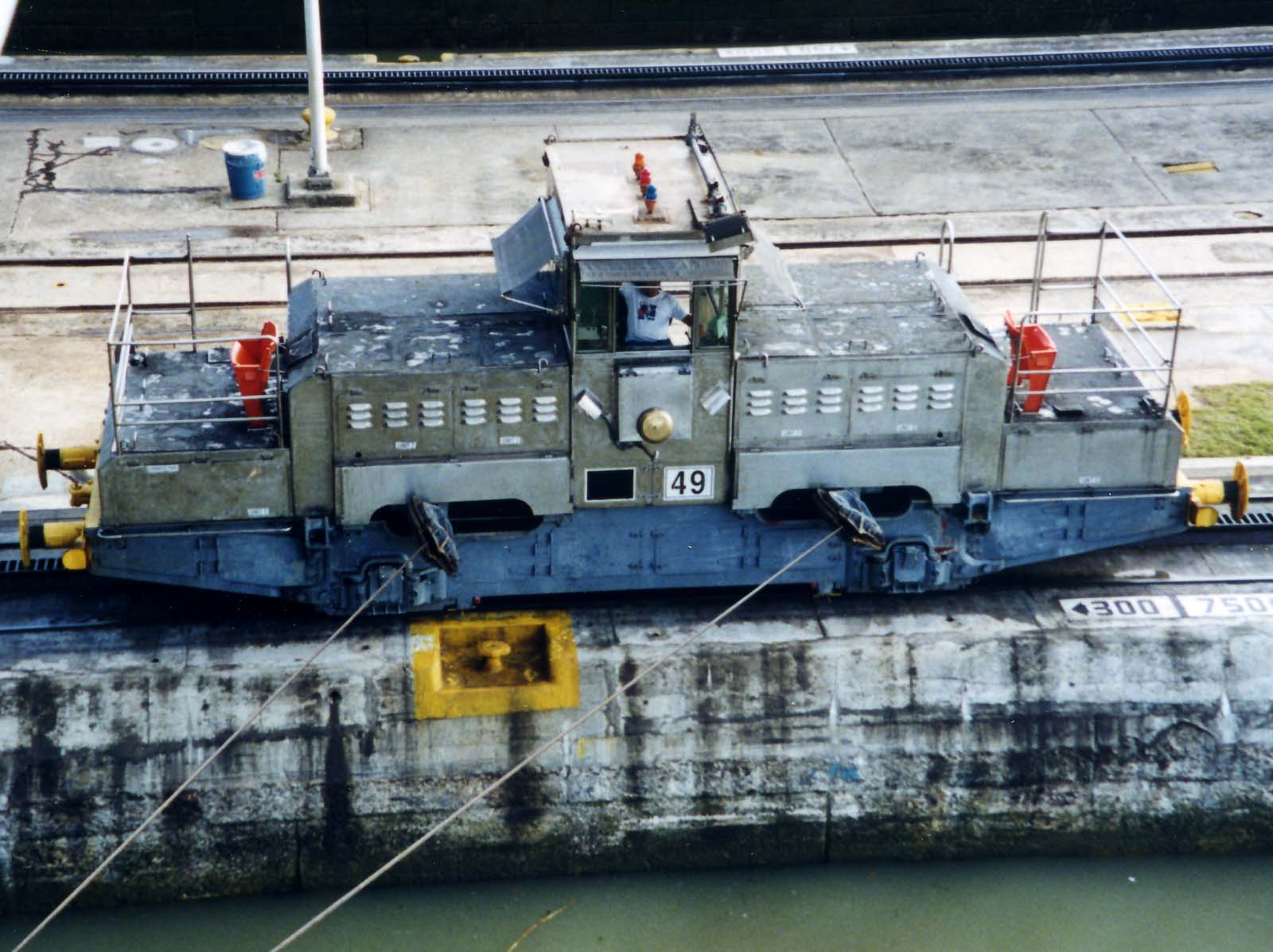
Електровоз-«мул» в роботі

Завдяки S-подібній формі Панамського перешийка Панамський канал направлений з південного сходу (сторона Тихого океану) на північний захід (Атлантичний океан). Канал складається з двох штучних озер, сполучених каналами і поглибленими руслами річок, а також із двох груп шлюзів. З боку Атлантичного океану трикамерний шлюз «Gatun» сполучає Лімонську бухту з озером Гатун. З боку Тихого океану двокамерний шлюз «Miraflores» і однокамерний шлюз «Pedro Miguel» сполучають Панамську бухту з руслом каналу. Різниця між рівнем Світового Океану і рівнем Панамського каналу становить 25,9 метра. Додаткове водопостачання забезпечується ще одним водосховищем — озером Алахуела (англ. Lake Alajuela).
Всі шлюзи каналу — двониткові, що забезпечує можливість одночасного зустрічного руху суден по каналу. Проте на практиці обидві нитки шлюзів працюють на пропуск суден в одному напрямі. Розміри шлюзових камер: ширина 33,53 м, довжина 304,8 м, мінімальна глибина 12,55 м. Кожна камера вміщає 101 тис. м³ води. Проводка крупних суден через шлюзи забезпечується спеціальними невеликими залізничними локомотивами на електричній тязі, так званими мулами (на честь мулів, що раніше слугували основною тягловою силою для переміщення барок по річках).
Канал перетинають три мости. Уздовж траси каналу між містами Панама і Колон прокладена автомобільна дорога і залізниця.
Проходячи канал з Тихого океану до Атлантичного, судно минає такі його частини:

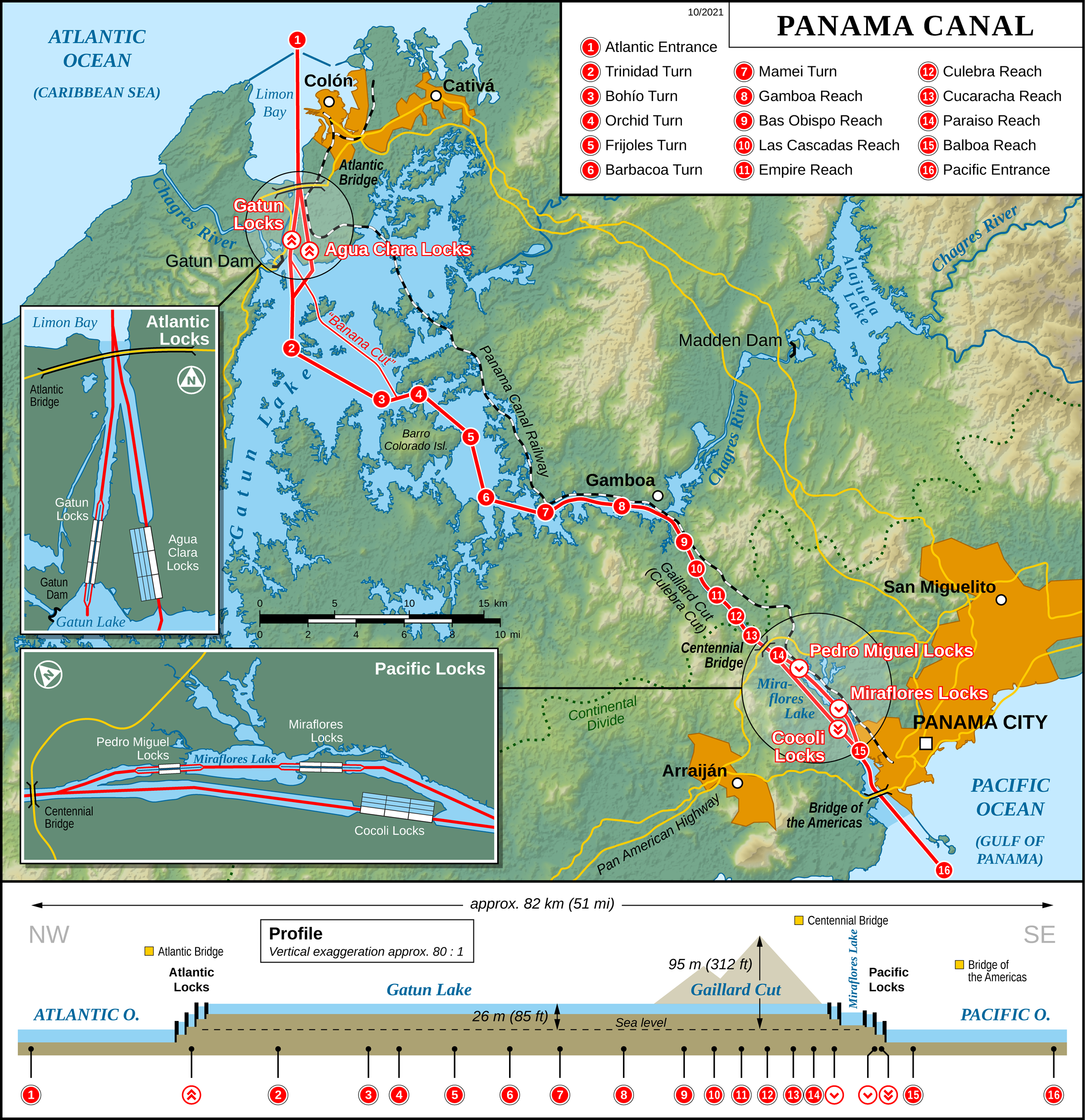
Карта-схема Панамського каналу

- Від входу в канал в Панамській затоці (Тихоокеанська сторона), судно проходить 13,2 км до шлюзу Мірафлорес[en], проходячи під Мостом двох Америк (англ. Bridge of the Americas, ісп. Puente de las Américas).
- Двоступінчаста система шлюзів Мірафлорес, включаючи напрямний пал, довжина якої становить 1,7 км, із загальним перепадом висот 16,5 м.
- Наступний етап — штучне озеро Мірафлорес, яке має довжину 1,7 км і розташоване на висоті 16,5 м над рівнем моря.
- Одноступінчатий шлюз Педро Мігель, що має в довжину 1,4 км, є останньою частиною підйому до рівня головної частини каналу, і підіймає судно ще на 9,5 метра.
- Прохід Гайар (Кулебра) (англ. Gaillard Cut[en], ісп. Corte Culebra[es]) довжиною 12,6 км перетинає континентальний вододіл на висоті 26 метрів і проходить під Мостом Століття (англ. Centennial Bridge, ісп. Puente Centenario).
- Річка Чаґрес (англ. Chagres River[en]), природний водний шлях, розширений греблею озера Гатун (англ. Gatun Lake[en], ісп. Lago Gatún[es]), простягається на захід на близько, 8,5 км, впадаючи в озеро Гатун.
- Озеро Гатун (англ. Gatun Lake[en], ісп. Lago Gatún[es]) — штучне озеро, утворене будівництвом греблі Гатун (англ. Gatun Dam[en], ісп. Represa de Gatún[es]), по якому судна долають ще 24,2 км перешийка.
- Шлюз Гатун — триступінчатий шлюз довжиною 1,9 км, що опускає кораблі назад до рівня моря.
- Підхід до шлюзу Гатун із боку Атлантичного океану формує канал довжиною 3,2 км.
- Лимон Бей (англ. Limon Bay[en], ісп. Bahía Limón[es]) — величезна природна гавань, що забезпечує місце для стоянки для деяких суден, що очікують на переправу, простягається на 8,7 км до зовнішнього хвилерізу.

## Сучасний стан
З моменту відкриття каналу минуло близько ста років, але канал і досі має великий попит. Хоча світовий ринок морських перевезень і розміри самих кораблів помітно змінилися відтоді, як канал був створений, він продовжує бути важливою ланкою у світовій торгівлі, проводячи більше вантажів, ніж раніше, з меншими накладними витратами. Однак, канал стикається з низкою потенційних проблем.

### Ефективність та технічне обслуговування
Існували побоювання, що ефективність і технічне обслуговування каналу постраждають після передачі США каналу Панама|Панамі, однак, все сталося не так. Розроблені і введені в дію американцями операції на каналі під контролем Панами тільки вдосконалюються. Водний Час Каналу (ВЧК), — середній час, необхідний для переходу судна каналу, включаючи час очікування, — є ключовим показником ефективності. Згідно з даними адміністрації Панамського каналу (АПК), починаючи з 2000 року він коливався між 20 і 30 годинами. Кількість нещасних випадків також помітно не змінилася за останнє десятиліття, коливаючись між 10 і 30 нещасними випадками щороку на, приблизно, 14 000 проходів суден через канал за рік. Офіційно трапився лише один випадок, коли було потрібне і проводилися офіційне розслідування.
Збільшення обсягів імпорту з Азії, який раніше йшов в порти західного узбережжя США, в наш час[коли?] проходить через канал, йдучи до американського східного узбережжя. Загальне число океанських транзитів збільшилося з 11 725 в 2003 році до 13 233 у 2007 році, знизившись до 12 855 в 2009 році (фінансовий рік Каналу триває з жовтня по вересень). В поєднанні з неухильним зростанням середнього розміру судна і кількістю суден, що пройшли Панамським каналом, загальний тоннаж зріс з 227 900 000 тон у 1999 фінансовому році до рекордно високого рівня у 312 900 000 тонн в 2007 році, знизившись до 299 100 000 тонн в 2009 році. [4] Попри зниження загального транзиту через негативний вплив розміру суден (наприклад, нездатність великих судин розминутися в проході Гайярд), це демонструє значне загальне зростання потужності каналу.
Адміністрація Панамського каналу (АПК) інвестувала близько 1 млрд $ у розширення і модернізацію каналу з метою збільшення його пропускної здатності на 20 %. АПК наводить ряд істотних поліпшень, у тому числі розширення і випрямлення проходу Гайярд, що скоротило обмеження на судна, що проходять, поглиблення судноплавного каналу озера Гатун, що дозволило зменшити обмеження та поліпшити водопостачання, а також поглиблення Атлантичного і Тихоокеанського входів у канал. Це стало можливим завдяки новому обладнанню, такому як нові драги, й збільшенню флоту буксирів на 20 %. Крім того, були внесені вдосконалення в управління обладнанням каналу, у тому числі розширено та покращено парк буксирних локомотивів, замінено більше 16 км рейкових шляхів для локомотивів та застосовано нові елементи управління механізмами шлюзів. Покращення також були зроблені в системі управління рухом, щоб мати ефективніший контроль над суднами, що перебувають в каналі.

### Пропускна здатність
Канал наразі обробляє більший потік суден, ніж коли-небудь передбачали його будівельники. У 1934 році було підраховано, що максимальна пропускна здатність каналу складе близько 80 млн тон на рік; як вже зазначалося вище, товарообіг каналу в 2009 році склав 299 100 000 тонн морських перевезень.
З метою зміцнення потенціалу в поточній системі каналу був зроблений ряд поліпшень. Ці удосконалення допомогли максимально збільшити використання наявної системи шлюзів:
- реалізовано вдосконалену систему освітлення шлюзів;
- будівництво двох причальних станцій в проході Ґайяр (англ. Gaillard Cut[en]);
- прохід Ґайяр розширений з 192 до 218 м;
- покращено буксирний флот;
- реалізовано систему карусельного проходження через шлюзи в шлюзах Гатун;
- розроблено вдосконалену систему планування руху суден;
- поглиблено навігаційні канали озера Гатун з 10,4 до 11,3 м;
- модифіковано всі структури шлюзів, що дало додаткових близько 0,3 метра для маневрів;
- поглиблено входи з Тихого і Атлантичного океанів;
- збудовано новий водоскид на озері Гатун для боротьби з повенями.

### Конкуренція
Попри привілейоване становище протягом багатьох років канал все частіше стикається з конкуренцією з боку інших регіонів. Очікують, що збори за прохід каналом виростуть, а деякі критики припускають, що Суецький канал, може стати реальною альтернативою для вантажопотоку між Азією та східним узбережжям США. Панамський канал, однак, продовжує служити більше ніж для 144 торгівельних маршрутів світу і більшість вантажообігу каналу припадає на маршрути між Азією та Східним та Карибським узбережжями США.
Збільшення швидкості танення льоду в Північному Льодовитому океані привело до припущення, що Північно-Західний прохід або Арктичний міст можуть в певний момент в майбутньому стати придатними для торгового судноплавства. Ці шляхи дозволили б скоротити шлях з Азії до Європи на 9300 км в порівнянні з Панамським каналом, що може привести до витоку частини товарообігу на цьому маршруті. Тим не менш, такий маршрут має багато невирішених територіальних питань і буде, як і раніше, мати значні проблеми через лід.

### Проблеми водних ресурсів
Озеро Гатун наповнюється дощовою водою й накопичує надлишок води у вологі місяці. Води в океан витрачається в обсязі 101 000 м³ на один цикл роботи шлюзів зверху вниз. Оскільки судна спочатку йдуть вгору до озера Гатун, а потім спускаються, одне проходження потребує у два рази більше води, але той же цикл може бути використаний для іншого судна, що проходить в протилежному напрямку. Занурений об'єм судна не впливає на кількість води. Під час сухого сезону, коли менше опадів, в озері Гатун спостерігається дефіцит води.
Оскільки АПК підписала Глобальний договір ООН і є членом Всесвітньої ради підприємців зі сталого розвитку, вона розробила екологічно і соціально прийнятну програму розширення, яка буде захищати водні та наземні ресурси каналу. Після впровадження розширення гарантує наявність та якість водних ресурсів шляхом використання унікальних технологій економії води басейну на кожному новому шлюзі. Ця економія води зменшить втрати води та зберігатиме ресурси прісної води вздовж водного шляху шляхом повторного використання води в шлюзах. Кожна шлюзова камера буде мати три басейни для економії води, які будуть повторно використовувати 60 % води під час кожного проходу.
Тихоокеанська сторона має рівень на близько 20 см вищий, ніж атлантична, через відмінності в океанських умовах, таких як щільність води й погодні умови.

### Економічна доцільність, дохідність й прибуток каналу
В останні роки близько 5 % світової морської торгівлі проходило через панамський канал, яким керує панамське агентство, незалежне від уряду, і забезпечує отримання державою Панама понад 2,5 мільярда доларів щорічного доходу.
Плата за проходження Панамського каналу встановлюється відповідно до попиту. Зазвичай судно платить менше ніж 400 000 доларів за транзит. За підрахунками панамського економіста Едді Тап'єро, збори зазвичай становлять скромні 5 % вартості подорожі. Під час посухи, коли менше кораблів може перетинати канал, вони можуть змагатися один з одним за слот. У листопаді 2023 року судно, що перевозило скраплений природний газ, витратило рекордні 4 мільйони доларів за транзит. Американським військовим кораблям доводиться виходити з черги. За останні дев'ять років вони заплатили лише 17 мільйонів доларів транзитних зборів, «бюджетний пил», за словами Джона Філі, колишнього американського посла в Панамі.
У 2023 році доходи Панамського каналу зросли на 14,9 % до 4,97 мільярда доларів США, попри те, що кількість вантажів зменшилася через обмеження осадки та транзиту через посуху.
Фінансові результати діяльності Панамського каналу за 2024 фінансовий рік із загальним доходом у 4,99 мільярда доларів (на 209 мільйонів доларів вище бюджету та на 18 мільйонів доларів більше, ніж у 2023 фінансовому році). Це підкреслює ефективне фінансове та операційне управління, попри кліматичні виклики, які виникали протягом 2023 та 2024 років. Також серед основних фінансових результатів 2024 фінансового року можна зазначити:
- Зростання доходу: дохід зріс на 1 %, досягнувши 5 мільярдів доларів за 24 фінансовий рік.
- Зменшення витрат: операційні витрати зменшилися на 5 %.
- Глибоко осадкові транзити: 9944 транзити суден, в тому числі 2856 neopanamax і 7088 panamax.
- Тоннаж: перевезено 423 мільйони тонн.
- Чистий прибуток: 3,45 мільярда доларів подвоївся за чотири роки, зі збільшенням на 131 % за п'ять років.
- Загальні активи: з 2019 року зросли більш ніж на 4,0 мільярда доларів і склали 17,6 млрд доларів.
- Зменшення зобов'язань: скорочено з 3,5 мільярда доларів до 1,4 мільярда за п'ять років, закінчивши 24 фінансовий рік із 1,44 мільярда доларів.
- Зростання власного капіталу: зріс на 5,0 мільярдів за п'ять років до кінця 24 фінансового року з 16,11 мільярдами доларів і 21 % рентабельності капіталу.[30]

## Розбудова каналу
23 жовтня 2006 року в Панамі були підбиті підсумки референдуму про розширення Панамського каналу, яке підтримали 79 % населення. 2007 року почалась його розбудова. У 2016 році його модернізація завершилася, пропускна спроможність шлюзів зросла. Замість 34 м ширини та 305 м довжини — шлюзові камери мають 55 м ширини та 427 м довжини. А осадка суден «постпанамського класу» (глибина шлюзів) зросла з 12,04 м до 15,2 м.
Канал тепер може пропускати нафтові танкери водотоннажністю понад 300 тис тонн. Наприклад, це істотно скоротило час доставки венесуельської нафти до КНР, Венесуела збільшила постачання нафти в КНР до 1 млн барелів на добу.
У ході реконструкції були проведені днопоглиблювальні роботи і побудовано нові ширші шлюзи. В результаті після 2016 року через Панамський канал змогли проходити супертанкери водотоннажністю до 170 тис. тонн. Максимальна пропускна спроможність каналу зросла до 18,8 тис. суден на рік, вантажообіг — до 600 млн PCUMS. Реконструкція обійшлась в $5,25 млрд. Очікувалося, що завдяки їй до 2015 року бюджет Панами щороку отримуватиме $2,5 млрд доходів від каналу, а до 2025 року доходи зростуть до $4,3 млрд.
26 червня 2016 року по оновленому і розширеному каналу пройшло перше судно, яким став китайський контейнеровоз.

## Виноски
1. 1 2 3  Панамський канал пересихає і це коштує світу мільярди доларів. Що відбувається? Що відбувається в Панамському каналі і які є загрози для світової торгівлі? // Дана Гордійчук, epravda.com.ua, 29 серпня 2023, 09:15
2. ↑  Drought-hit Panama Canal to restrict access for one year // 26/08/2023 — 00:22
3. ↑  Scott, William R. (1913). The Americans in Panama. New York, NY: Statler Publishing Company.
4. ↑  Panama Canal Traffic — Years 1914–2010. Panama Canal Authority. Архів оригіналу за 30 грудня 2010. Процитовано 25 січня 2011.
5. ↑  A History of the Panama Canal: French and American Construction Efforts. Panama Canal Authority. Архів оригіналу за 15 грудня 2014. Процитовано 3 вересня 2007.; Chapter 3, Some Early Canal Plans [Архівовано 2015-01-02 у Wayback Machine.]
6. ↑  Ігор Шаров. Характери Нового світу. — К.: Арт Економі, 2018. — С. 222—223. ISBN 978-617-7289-69-1
7. ↑  Ігор Шаров. Характери Нового світу. — К.: Арт Економі, 2018. — С. 223. ISBN 978-617-7289-69-1
8. ↑  A History of the Panama Canal: French and American Construction Efforts. Panama Canal Authority. Архів оригіналу за 1 жовтня 2018. Процитовано 3 вересня 2007.
9. ↑  Read our history: American Canal Construction. Panama Canal Authority. Архів оригіналу за 15 грудня 2014. Процитовано 3 вересня 2007.
10. ↑  Trump threatens to take back Panama Canal over ‘ridiculous’ fees. // By Edward Helmore and agencies. Sun 22 Dec 2024 15.41 CET
11. ↑  Trump threatens to take back control of Panama Canal. // By Agence France-Presse. December 21, 2024 10:35 PM
12. ↑  Трамп пригрозив повернути Панамський канал під контроль США. // Автор: Ярослав Герасименко. 22.12.2024, 18:50
13. ↑  A Man, A Plan, A Canal: Panama Rises. Smithsonian Magazine. Smithsonian Institution. March 2004.
14. ↑  ACP 2005 Annual Report (PDF). Panama Canal Authority. 2005. Архів оригіналу (PDF) за 6 травня 2009. Процитовано 9 липня 2010.
15. ↑  News - PanCanal.com; Panama Canal Authority Announces Fiscal Year 2008 Metrics. Panama Canal Authority. 24 жовтня 2008. Архів оригіналу за 7 травня 2009. Процитовано 9 липня 2010.
16. ↑  News - PanCanal.com; Panama Canal Authority Announces Fiscal Year 2009 Metrics. Panama Canal Authority. 30 жовтня 2009. Архів оригіналу за 11 червня 2011. Процитовано 9 липня 2010.
17. ↑  Lipton, Eric (22 листопада 2004). New York Port Hums Again, With Asian Trade. New York Times. Архів оригіналу за 7 березня 2005. Процитовано 5 жовтня 2011.
18. 1 2  ACP 2009 Annual Report (PDF). Panama Canal Authority. 2009. Архів оригіналу (PDF) за 3 листопада 2011. Процитовано 9 липня 2010.
19. ↑  Panama Canal Traffic - Fiscal Years 2006 through 2008 (PDF). Panama Canal Authority. Архів оригіналу (PDF) за 1 грудня 2005. Процитовано 5 жовтня 2011.
20. ↑  Nettleton, Steve (1999). Transfer heavy on symbolism, light on change. CNN Interactive.
21. ↑  Modernisation & Improvements. Panama Canal Authority. Архів оригіналу за 15 червня 2006. Процитовано 6 жовтня 2011.
22. ↑  Mack, Gerstle (1944). The Land Divided - A History of the Panama Canal and other Isthmian Canal Projects. (англ.)
23. ↑  Proposal for the Expansion of the Panama Canal by the Panama Canal Authority [Архівовано 21 липня 2011 у Wayback Machine.], p. 45 (англ.)
24. ↑  Jackson, Eric (2007). Shipping industry complains about PanCanal toll hikes. Архів оригіналу за 18 квітня 2010. Процитовано 4 жовтня 2011. (англ.)
25. ↑  Sevunts, Levon (12 червня 2005). Northwest Passage redux. The Washington Times. Процитовано 20 квітня 2009. Див. також: Comte publisher=DefenceNews.com (Agence France-Presse), Michel (22 грудня 2005). Conservative Leader Harper Asserts Canada's Arctic Claims. Процитовано 23 лютого 2006. {{cite web}}: Пропущено вертикальну риску в: |last= (довідка)Обслуговування CS1: Сторінки з параметром url-status, але без параметра archive-url (посилання) (англ.)
26. ↑  The Panama Canal - Frequently Asked Questions. Архів оригіналу за 7 травня 2009. Процитовано 5 жовтня 2011. Each lock chamber requires 101 000 м3 (27 000 000 гал. США; 22 000 000 англ. гал.) of water. An average of 52 000 000 гал. США (200 000 м3; 43 000 000 англ. гал.) of fresh water are used [in a single passing].
27. ↑  Sea Level: Frequently asked questions and answers. Proudman Oceanographic Laboratory. Архів оригіналу за 19 червня 2006. Процитовано 8 січня 2009.
28. 1 2  What would Donald Trump gain from seizing the Panama Canal?. The Economist. ISSN 0013-0613. Процитовано 12 січня 2025.
29. ↑  Panama Canal revenues up 14.9% in 2023 despite transit restrictions. www.seatrade-maritime.com (англ.). Процитовано 12 січня 2025.
30. 1 2  Rodríguez, Roberto (25 жовтня 2024). Panama Canal Presents Financial Results for FY24 with a Focus on Sustainability and the Future. Autoridad del Canal de Panamá (амер.). Процитовано 12 січня 2025.
31. ↑  Panama approves $5.25 billion canal expansion. MSNBC.com. 22 жовтня 2006.
32. ↑  Components of the Canal infrastructure [Архівовано 2015-05-11 у Wayback Machine.](англ.)
33. ↑  Panama Canal Authority: Panama Canal Expansion is “2009 Project Finance Deal of the Year", 12 March 2010. Pancanal.com. 12 березня 2010. Архів оригіналу за 29 березня 2010. Процитовано 24 жовтня 2010.
34. ↑  По новому Панамскому каналу прошло первое судно — BBC Русская служба